# Tnjri

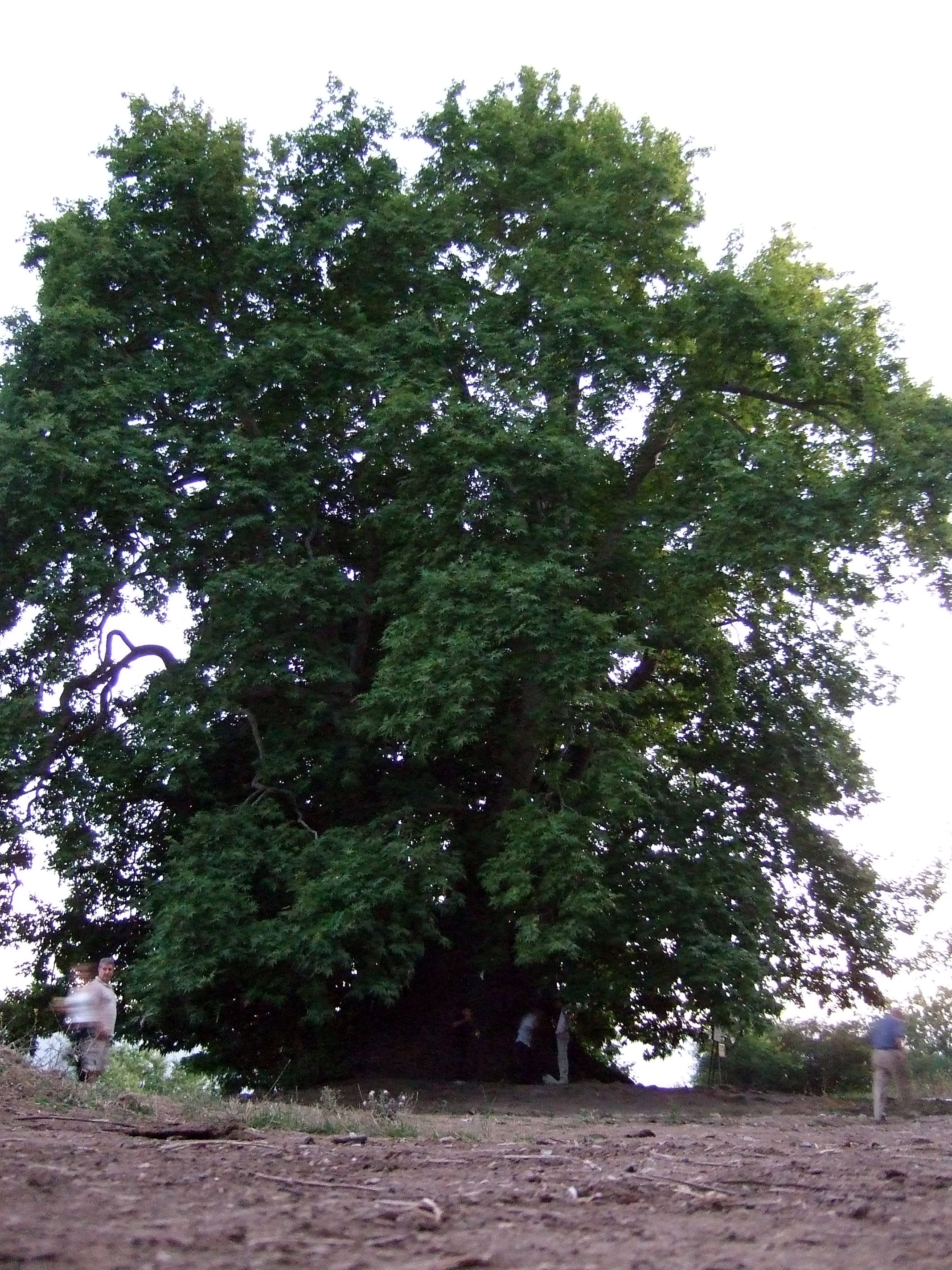
Tndschri im Sommer

Der Tnjri oder Tndschri (armenisch Տնջրի /təndʒəˈri/) ist eine über 2000 Jahre alte morgenländische Platane (Platanus orientalis) in der Nähe des Dorfes Suchtoraschen im Rayon Xocavənd (Aserbaidschan).
Der Baum ist mehr als 54 Meter hoch und hat einen Umfang von 27 Metern. Sein Hohlraum misst 44 m² Grundfläche, das Laubwerk des Baumes bedeckt etwa 1.400 m².
Er wird jährlich von tausenden Pilger und Touristen besucht.